# Bzenec
Bzenec (in tedesco Bisenz) è una città della Repubblica Ceca facente parte del distretto di Hodonín, in Moravia Meridionale.